# ده نوروز (خرم‌آباد)
روستای ده نوروز مرکز دهستان ده پیر شمالی میباشد
ده نوروز روستایی از توابع بخش مرکزی شهرستان خرم‌آباد در استان لرستان ایران است.

## جمعیت
این روستا در دهستان ده‌پیر شمالی قرار دارد و براساس سرشماری مرکز آمار ایران در سال ۱۳۸۵، جمعیت آن ۳۳۶ نفر (۷۱خانوار) بوده‌است.